# Pleszak

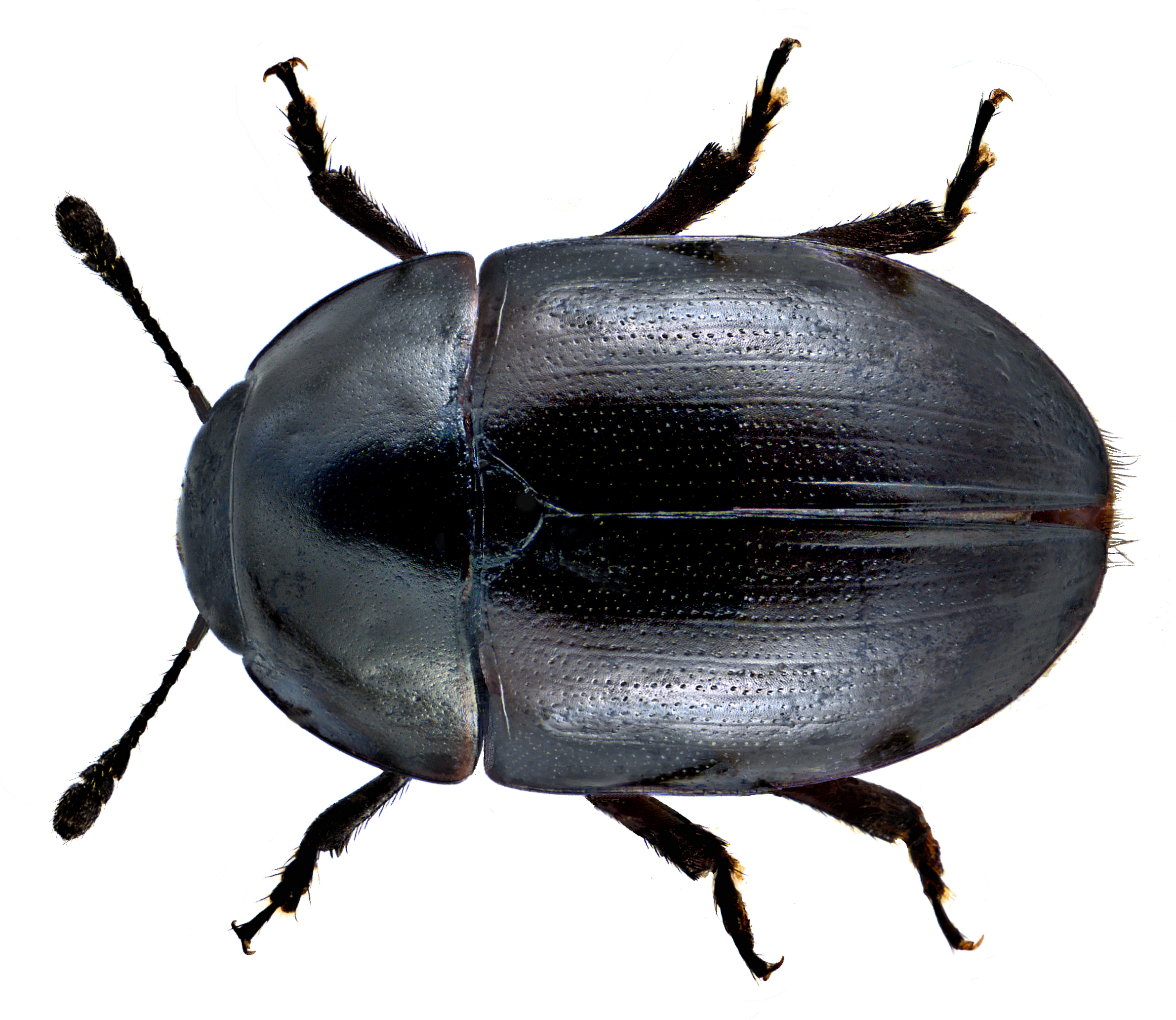
Phalacrus caricis

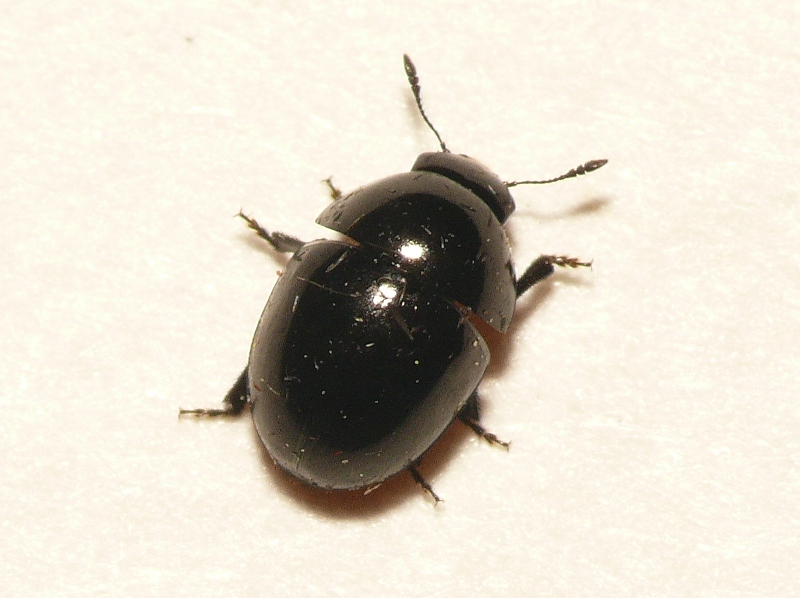
Phalacrus fimetarius

Pleszak (Phalacrus) – rodzaj chrząszczy z rodziny pleszakowatych.

## Morfologia
Chrząszcze o ciele długości od 1,6 do 3,5 mm, w zarysie okrągławym, owalnym lub odwrotnie jajowatym, z wierzchu wysklepionym. Ubarwienie jest czarne z czarnymi lub ciemnobrązowymi czułkami oraz czarnymi, brązowymi lub żółtobrązowymi odnóżami. Połysk ciała bywa od metalicznego po zmatowiały. Czułki mają buławkę zbudowaną z luźno zestawionych członów. Głaszczki szczękowe cechują się wydłużonym, walcowatym członem ostatnim. Przedplecze jest trapezowate, delikatnie i stosunkowo gęsto punktowane. Odległości między punktami na przedpleczu są nie mniejsze niż dwukrotność ich średnicy. Kształt tarczki jest trójkątny, a jej rozmiary stosunkowo duże. Na powierzchni pokryw obecna jest mikrorzeźba w formie delikatnego siateczkowania lub drobnego punktowania, niekiedy miejscami rozmieszczonego w szeregach. Rządek przyszwowy jest pojedynczy, dobrze widoczny. Zapiersie ma półkoliste linie biodrowe. Odnóża mają spłaszczone bocznie uda i golenie. Przednia para goleni ma kolce na zewnętrznej krawędzi. Odwłok samicy ma pokładełko porośnięte licznymi, dobrze widocznymi szczecinkami.

## Ekologia i występowanie
Zarówno larwy, jak i postacie dorosłe są mykofagiami żerującymi na zarodnikach grzybów, w tym rdzy, głowniaków i workowców. Larwy przechodzą rozwój w porażonych grzybami nasionach i kłosach wiechlinowatych i ciborowatych. Osobniki dorosłe spotykane są także na roślinach zielnych i krzewach. W klimacie umiarkowanym zimują np. w ściółce i pod korą drzew.
Takson kosmopolityczny, w krainie palearktycznej reprezentowany przez około 30 gatunków, z których 16 stwierdzono na kontynencie europejskim. W Polsce odnotowano występowanie 6 z nich (zobacz: pleszakowate Polski).

## Taksonomia
Rodzaj ten wprowadzony został w 1800 roku przez Gustafa von Paykulla. Obejmuje ponad 100 opisanych gatunków:
- Phalacrus acaciae Montrouzier, 1861
- Phalacrus acutangulus Kirsch, 1873
- Phalacrus aethiops Gerstaecker, 1871
- Phalacrus affinis Motschulsky, 1866
- Phalacrus alluaudi Guillebeau, 1896
- Phalacrus americanus Guillebeau, 1894
- Phalacrus apicalis Guillebeau, 1894
- Phalacrus apicipennis Brèthes, 1924
- Phalacrus arizonicus Casey, 1916
- Phalacrus aterrimus Wollaston, 1867
- Phalacrus atrolucens Casey, 1916
- Phalacrus atticus Guillebeau, 1894
- Phalacrus australis Brèthes, 1922
- Phalacrus bataviensis Champion, 1925
- Phalacrus borealis Lafer, 1992
- Phalacrus brasiliensis Guillebeau, 1894
- Phalacrus brevidens Champion, 1925
- Phalacrus brunnipes Brisout, 1863
- Phalacrus burrundiensis Blackburn, 1891
- Phalacrus californicus Casey, 1916
- Phalacrus capax Casey, 1916
- Phalacrus capreolus Švec, 2006
- Phalacrus caricis Sturm, 1807
- Phalacrus caseyi Guillebeau, 1894
- Phalacrus cervus Champion, 1925
- Phalacrus championi Guillebeau, 1892
- Phalacrus conjunctus Casey, 1890
- Phalacrus cooteri Švec, 2006
- Phalacrus corruscus (Panzer, 1797)
- Phalacrus corvinus Guillebeau, 1894
- Phalacrus curticornis Švec, 2006
- Phalacrus exaluminatus Lyubarsky, 2003
- Phalacrus fimetarius (Fabricius, 1775)
- Phalacrus flavangulus Chevrolat, 1863
- Phalacrus flavicornis Sharp, 1888
- Phalacrus frater Flach, 1888
- Phalacrus germanus Sharp, 1888
- Phalacrus grossus Erichson, 1845
- Phalacrus grouvellei Guillebeau, 1892
- Phalacrus havai Švec, 2006
- Phalacrus illini Casey, 1916
- Phalacrus immarginatus Champion, 1925
- Phalacrus incommodus Flach, 1888
- Phalacrus indus Motschulsky, 1858
- Phalacrus insignis Lea, 1932
- Phalacrus insularis Guillebeau, 1892
- Phalacrus jejunus Casey, 1916
- Phalacrus kuznetzovi Lafer, 1992
- Phalacrus lateralis Guillebeau, 1893
- Phalacrus laticlava Champion, 1925
- Phalacrus lucidus Sharp, 1888
- Phalacrus luteicornis Champion, 1924
- Phalacrus mandibularis (Motschulsky, 1858)
- Phalacrus maspalomensis Palm, 1975
- Phalacrus maximus Fairmaire, 1852
- Phalacrus mayeti Guillebeau, 1892
- Phalacrus mediocris Casey, 1916
- Phalacrus mexicanus Hetschko, 1930
- Phalacrus micans Guillebeau, 1893
- Phalacrus misellus Guillebeau, 1893
- Phalacrus montrouzieri Hetschko, 1928
- Phalacrus oblongulus Motschulsky, 1866
- Phalacrus obscurus Sharp, 1888
- Phalacrus obsidianus Casey, 1916
- Phalacrus obsoletepunctatus Tournier, 1879
- Phalacrus ovalis LeConte, 1856
- Phalacrus penicillatus Say, 1834
- Phalacrus perfusorius Lyubarsky, 2003
- Phalacrus picipennis Champion, 1925
- Phalacrus politus Melsheimer, 1844
- Phalacrus propinquus Guillebeau, 1894
- Phalacrus pumilio LeConte, 1856
- Phalacrus punctatus Champion, 1925
- Phalacrus raffrayi Guillebeau, 1894
- Phalacrus reticulosus Casey, 1916
- Phalacrus rolciki Švec, 2006
- Phalacrus rubidus Motschulsky, 1858
- Phalacrus ruficornis Boheman, 1858
- Phalacrus rufitarsis Motschulsky, 1858
- Phalacrus rufoguttatus Lyubarsky, 1994
- Phalacrus rupimontis Casey, 1916
- Phalacrus saueri Švec, 2006
- Phalacrus sayi Casey, 1889
- Phalacrus scutellaris Sharp, 1888
- Phalacrus seriatus LeConte, 1856
- Phalacrus sericeus Kirsch, 1873
- Phalacrus seriepunctatus Brisout, 1863
- Phalacrus sharpi Guillebeau, 1894
- Phalacrus siculus Tournier, 1889
- Phalacrus simoni Guillebeau, 1893
- Phalacrus simplex LeConte, 1856
- Phalacrus snizeki Švec, 2006
- Phalacrus striatodiscus Champion, 1925
- Phalacrus striatus Hatch, 1962
- Phalacrus subacutus Casey, 1916
- Phalacrus substriatus Gyllenhal, 1813
- Phalacrus subtropicus Casey, 1916
- Phalacrus tarsalis Guillebeau, 1894
- Phalacrus tenebrosus Guillebeau, 1894
- Phalacrus tenuicornis Champion, 1925
- Phalacrus tropicus Kirsch, 1870
- Phalacrus uniformis (Blackburn, 1891)
- Phalacrus validiceps Casey, 1916
- Phalacrus vernicatus Casey, 1916
- Phalacrus vicinus Guillebeau, 1894